# Half Man Half Biscuit
Half Man Half Biscuit ist eine englische Indie-Rock-Band aus Birkenhead.

## Geschichte
Um das Jahr 1982 herum lernten sich Bassist Neil Crossley und Gitarrist Nigel Blackwell kennen und beschlossen eine Band zu gründen. Mit Nigels Bruder Simon an der Gitarre, Schlagzeuger Paul Wright und Keyboarder David Lloyd war das erste Line-up vollständig. Wenig später nahm die Band für 40 Pfund das erste Demo in den Vulcan Studios in Liverpool auf und verschickte es an verschiedene Plattenlabel. Im Jahr 1985 erschien das Debütalbum Back in the D.H.S.S. bei Probe Plus. Der Radiomoderator John Peel unterstützte die Band, sodass das Album 1986 eine der bestverkauften Indie-Rock-Veröffentlichungen war. Auch die folgenden Singles The Trumpton Riots und Dickie Davies Eyes waren sehr erfolgreich, womit die Band allerdings nicht umgehen konnte und Ende 1986 ihre Auflösung bekannt gab. Es erschien 1987 noch die LP Back Again In The D.H.S.S., welche die Mitschnitte der Peel-Sessions sowie einige unveröffentlichte Stücke enthielt. Das Album wurde 1988 unter dem Titel ACD und um einige Live-Aufnahmen ergänzt nochmals veröffentlicht.
Vier Jahre nach der Trennung formierte sich die Band 1990 in ihrer Urbesetzung neu. Sie veröffentlichte einige Singles und trat wieder bei Konzerten auf. 1991 erschien das Album McIntyre, Treadmore And Davitt, 1993 This Leaden Pall. Im gleichen Jahr fand der erste Besetzungswechsel statt, Schlagzeuger Paul Wright verließ die Band und wurde durch Carl Alty ersetzt, Keyboarder David Lloyd verließ die Band ebenfalls. Im nächsten Jahr verließ auch Simon Blackwell die Band und Bassist Neil Crossley übernahm die Gitarre, am Bass war nunmehr Ian Jackson. Trotz dieser Wechsel nahm die Band das nächste Album Some Call It Godcore auf, das 1995 erschien. Die Popularität der Band stieg erneut, und sie veröffentlichte 1997 Voyage to the Bottom of the Road.
1996 verließen Bassist Ian Jackson und Schlagzeuger Carl Alty die Band. Neil Crossley übernahm wieder den Bass, als Gitarrist kam Ken Hancock und am Schlagzeug Carl Henry. Diese Line-up blieb über 20 Jahre konstant, bis Karl Benson Ende 2017 Ken Hancock an der Gitarre ersetzte. Seit der Gründung veröffentlichte die Band 16 Studioalben und zwei Compilations, zuletzt im Juni 2025 All Asimov and No Fresh Air.

## Diskografie
Alben
- Back in the DHSS (1985)
- Back Again in the DHSS (1987) (1988 als ACD neu veröffentlicht)
- MacIntyre, Treadmore and Davitt (1991)
- This Leaden Pall (1993)
- Some Call It Godcore (1995)
- Voyage to the Bottom of the Road (1997)
- Four Lads Who Shook the Wirral (1998)
- Trouble over Bridgewater (2000)
- Cammell Laird Social Club (2002)
- Achtung Bono (2005)
- CSI:Ambleside (2008)
- 90 Bisodol (Crimond) (2011)
- Urge for Offal (2014)
- And Some Fell On Stony Ground (2016)
- No-One Cares About Your Creative Hub So Get Your Fuckin’ Hedge Cut (2018)
- The Voltarol Years (2022)
- All Asimov and No Fresh Air (2025)

Singles
- The Trumpton Riots EP (1986)
- Dickie Davies Eyes (1986)
- The Peel Sessions (1986)
- Let’s Not (1990)
- No Regrets (1991)
- Eno Collaboration (1996)
- Look Dad No Tunes (1999)
- Editor’s Recommendation (2001)
- Saucy Haulage Ballads (2003)
- Joy Division Oven Gloves (2010)